# Jean Vincent
Jean Vincent (29 de novembre de 1930 - 13 d'agost de 2013) fou un futbolista francès.
Va jugar com a titular la final de la Copa d'Europa de 1959, que l'Stade de Reims va perdre contra el Reial Madrid al Neckarstadion de Stuttgart, i que suposà la quarta Copa d'Europa consecutiva per als blancs.

## Selecció de França
Va formar part de l'equip francès a la Copa del Món de 1954 i 1958. Un cop retirat fou entrenador.